# Condado de Rockingham (Nuevo Hampshire)
El condado de Rockingham (en inglés, Rockingham County), fundado en 1769, es  uno de los 10 condados del estado de Nuevo Hampshire, Estados Unidos. Según el censo de 2020, tiene una población de 314 176 habitantes.
La sede del condado es Brentwood.

## Geografía
Según la Oficina del Censo, el condado tiene un área total de 2060 km², de la cual 1801 km² son tierra y 259 km² es agua.

## Demografía

### Censo de 2020
Según el censo de 2020, hay 314,176 personas, 124,212 hogares y 72,392 familias en el condado. La densidad poblacional es de 174 hab./km². Hay 135,338 viviendas y la densidad es de 75/km². El 90.94% de los habitantes son blancos, el 0.72% son afroamericanos, el 0.15% son amerindios, el 2.01% son asiáticos, el 0.03% son isleños del Pacífico, el 1.20% son de otras razas y el 4.94% son de una mezcla de razas. Del total de la población, el 3.26% son hispanos o latinos de cualquier raza.

### Censo de 2000
Según el censo de 2000, había 277,359 personas, 104,529 hogares y 74,320 familias en el condado. La densidad poblacional era de 399 personas por milla cuadrada (154/km²). En el 2000 había 113,023 viviendas en una densidad de 63 km² (24,3 mi²). La demografía del condado era de 96.80% blancos, 0.58% afroamericanos, 0.18% amerindios, 1.11% asiáticos, 0.04% isleños del Pacífico, 0.38% de otras razas y 0.92% de dos o más razas. 1.19% de la población era de origen hispano o latino de cualquier raza. 14.6% eran de origen inglés 11.8% italiano, 10.5% francés, 8.0% franco-canadiense, 6.0% alemán, 18.1% irlandés y 5.6% estadounidense 94.3% de la población hablaba inglés, 1.8% francés y 1.3% español en casa como lengua materna. 
La renta per cápita promedia en 2007 del condado era de $72,600 , y el ingreso promedio para una familia era de $85,361. En 2000 los hombres tenían un ingreso per cápita de $45,598 versus $30,741 para las mujeres. La renta per cápita para el condado era de $26,656 y el 4.50% de la población estaba bajo el umbral de pobreza nacional.